# Sten Sture l'Ancien
 (février 2019).
Si vous disposez d'ouvrages ou d'articles de référence ou si vous connaissez des sites web de qualité traitant du thème abordé ici, merci de compléter l'article en donnant les références utiles à sa vérifiabilité et en les liant à la section « Notes et références ».
Sten Sture l'Ancien, né en 1440 et mort à Jönköping le 14 décembre 1503, est un homme d'État suédois, et régent de Suède (suédois : Riksföreståndare) à l'époque de l'union de Kalmar de 1470 à 1497 et de 1501 à sa mort le 14 décembre 1503.

## Biographie

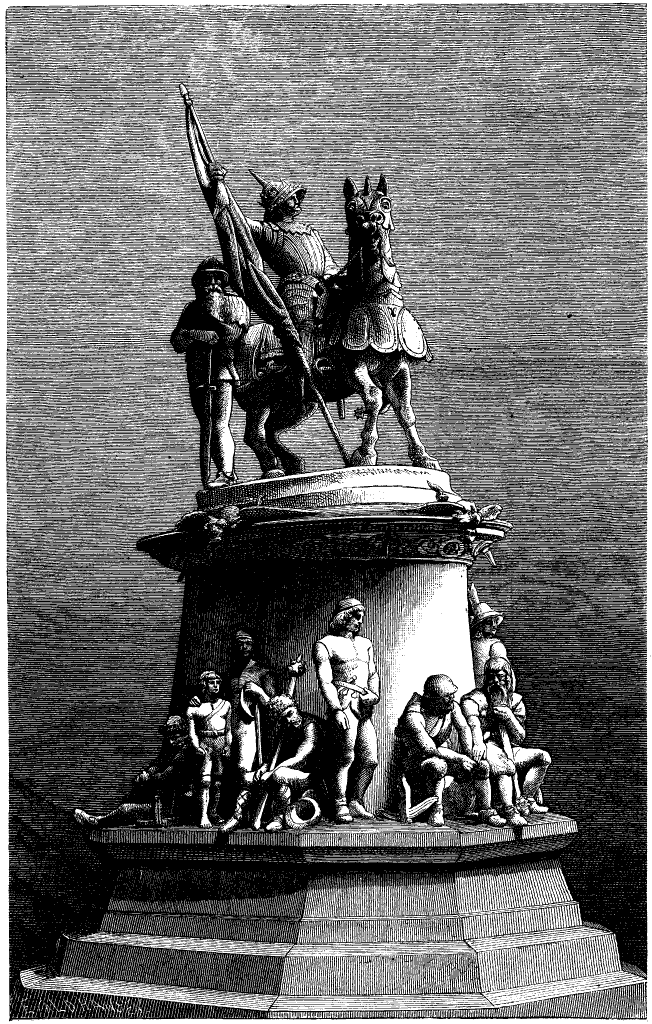
Statue de Sten Sture l'Ancien.

Sen Sture est le fils de Gustave Anundsson Sture (mort en 1444) et de Birgitta Bjeke, demi-sœur par sa mère du roi Charles VIII de Suède. Il appartient à une importante famille de nobles suédois. 
Il prend le pouvoir à la mort de Charles VIII de Suède. Il est soutenu par la paysannerie et une partie de la noblesse hostile au Danemark. En 1471, il bat lors de la bataille de Brunkeberg les armées suédoises et danoises de Christian Ier de Danemark. Il est alors élevé au rang de sauveur de la nation. La sculpture de Saint Georges terrassant le Dragon due à l'allemand Bernt Notke et située à Storkyrkan à Stockholm est dédiée à la célébration de cette bataille.
Il est destitué pendant une brève période lorsque Jean Ier de Danemark réussit à s'imposer provisoirement en Suède en 1497. Mais il reprend le pouvoir à la suite d'une nouvelle révolte contre les Danois en 1501. Il lutte pour l'indépendance de la Suède jusqu'à sa mort, deux ans plus tard. Il est inhumé dans la cathédrale de Strängnäs.

## Union
Sten Sture épouse en 1467 Ingeburge Tott, fille d'Äke Axelsson Tott de Hjuleberg, qui meurt en 1503 sans lui avoir donné d'enfant. Sten Sture a par ailleurs une fille illégitime, Birgitta, religieuse à Wadstena en 1485, morte en 1536.